# Matthew Lipman
Matthew Lipman (Vineland, Nueva Jersey, 24 de agosto de 1923–West Orange, 26 de diciembre de 2010) fue un  filósofo, lógico e investigador sobre pedagogía estadounidense. 

## Biografía
Lipman fue el iniciador y el principal teórico en el desarrollo de la filosofía para niños. Su trabajo tuvo como objetivo promover la enseñanza generalizada de la filosofía y una adaptación del concepto de la capacidad de pensar por sí mismo. Lipman desarrolló una teoría y práctica, inspirada en el trabajo de John Dewey, que se convierte en totalmente innovadora: creación de un pensamiento racional y talleres creativos a través de una discusión filosófica (para niños o adultos). El conjunto se apoya en las novelas filosóficas ("narrativa manual") y libros ("guías didácticas"). Su primera novela filosófica, El descubrimiento de Harry Stottlemeyer, para niños de 10 años, muestra las etapas de los niños para llegar a la lógica formal.
Mucho más que permitir a los niños y a los jóvenes científicos un aumento de las habilidades académicas, la atención y el ideal de Lipman, a través de su método, es el desarrollar el pensamiento crítico, o la razón, en cada individuo ("razón" se entiende aquí en el sentido humanista de la Ilustración, como la facultad del sentido común que se opone a las pasiones y el oscurantismo). Esta razón o el pensamiento reflexivo, garantiza la libertad de pensamiento (considerado en sí mismo) y por tanto las libertades civiles que se expresan a través de la democracia (donde el bien común se realiza mediante el intercambio de ideas, el respeto y la escucha).